# Koševo

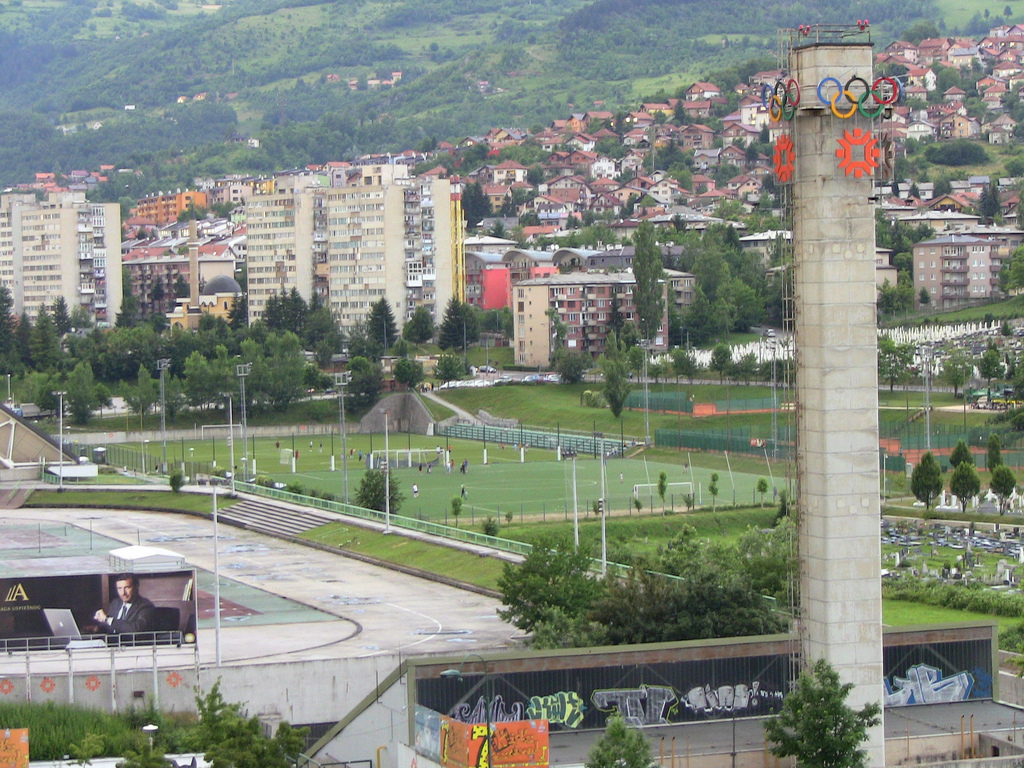
Pohled na Koševo.

Koševo (v srbské cyrilici Кошево) je místní část metropole Bosny a Hercegoviny, Sarajeva. Nachází se jako jedna z mála stranou údolí řeky Miljacky, severně od ní, ale v dostatečné blízkosti starého města. Administrativně spadá pod općinu Centar.
Koševo se vyvinulo z původní vesnice blízké Sarajevu v souvislosti s růstem města postupně se s ním stavebně propojilo. Jmenuje se podle potoka Koševa, který byl později zakryt a sveden do betonového potrubí. Dříve se zde také nacházely tři historické věže, z nichž se nicméně do současné doby žádná nedochovala.
Koševo je známé díky olympijskému stadionu, kde se v roce 1984 uskutečnil otevírací a zakončovací ceremoniál Zimních olympijských her v roce 1984 a dále díky dalším sportovním zařízením. Nachází se zde také sarajevská zoologická zahrada v Údolí pionýrů (pionirska dolina), dále hřbitov, dětská nemocnice a další. Některé objekty zde byly ostřelovány během obléhání Sarajeva, např. místní nemocnice.
Jižně od středu Koševa se měla nacházet severní část obchvatu Sarajeva, která však nebyla nikdy (i také kvůli válce v Bosně a Hercegovině) dokončena. Zbudován z ní byl pouze tunel (tzv. Tunel Patriotske lige) se silničním nadjezdem. Části nadjezdu slouží dnes jako parkoviště nebo tržiště; využívá se také pouze jedna tunelová trouba.